# Dan Trachtenberg

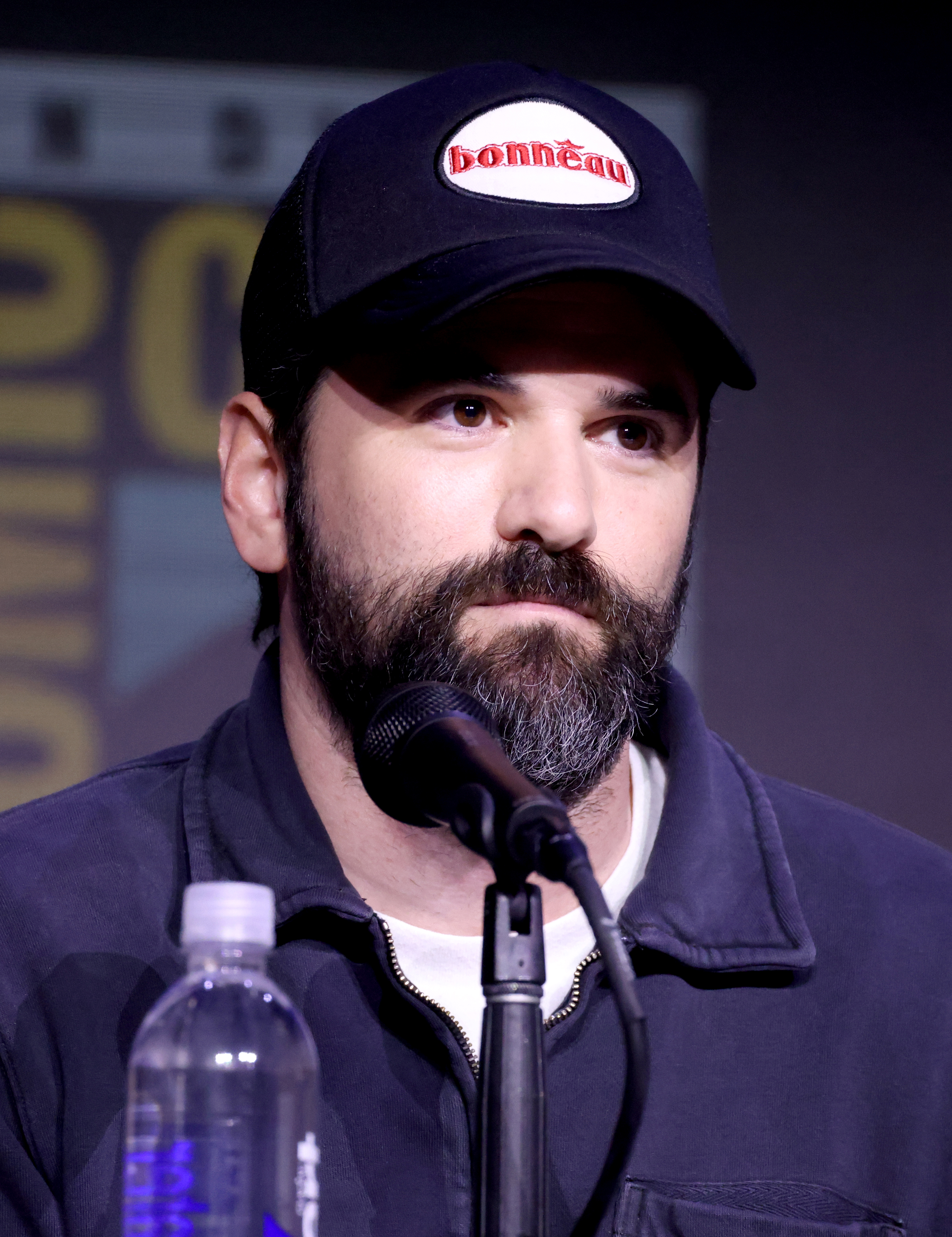
Dan Trachtenberg (2025)

Dan Trachtenberg (* 11. Mai 1981 in Philadelphia, Pennsylvania) ist ein US-amerikanischer Filmregisseur. Sein Regiedebüt 10 Cloverfield Lane erschien im März 2016. Trachtenberg war einer der drei Hosts der Totally Rad Show und ehemals Ko-Moderator von Geekdrome. Beides waren Videopodcasts von Revision3. Größere Aufmerksamkeit erhielt Trachtenberg durch seinen Kurzfilm Portal: No Escape (2011). Weiterhin führte er bei weiteren Kurzfilmen und Fernsehwerbungen Regie. Für den Film Prey wurde Trachtenberg für zwei Emmys nominiert.

## Leben
Trachtenberg wurde am 11. Mai 1981 in Philadelphia geboren. Er ist mit Priscilla (Hernandez) Trachtenberg verheiratet und seit September 2016 Vater einer Tochter.
Trachtenberg begann seine Karriere als Regisseur für Fernsehwerbungen, u. a. für Nike, Coca-Cola und Lexus. 2003 drehte er seinen ersten Kurzfilm Kickin’. Im April 2008 schloss er sich Tight Films an, um zusammen mit Matt Wolf an einem Alternate Reality Game zu Hellboy – Die goldene Armee zu arbeiten.
Im März 2011 erschien Trachtenbergs Kurzfilm More Than You Can Chew, zu dem er mit Mark D. Walker auch das Drehbuch schrieb.
Am 23. August 2011 veröffentlichte Trachtenberg den Kurzfilm Portal: No Escape, basierend auf dem Computerspiel Portal, welcher über 20 Millionen Mal angesehen wurde. Durch diesen Erfolg wurde das Hollywood-System auf ihn aufmerksam. Im Oktober desselben Jahres wurde bekannt, dass er zusammen mit dem Drehbuchautor Chris Morgan für Universal Studios an einem Science-Fiction-Heist-Movie arbeite, mit dem Titel Crime of the Century.
Im Januar 2013 wurde bekannt, dass Trachtenberg für die Filmadaption der Comicserie Y: The Last Man zuständig ist. Im September 2014 wurde jedoch die Einstellung des Projekts verkündet.
Wenige Monate zuvor, im April 2014, wurde die Zusammenarbeit zwischen Bad Robot Productions und Trachtenberg für den Produktionstitel Valencia publik, welches sich später als 10 Cloverfield Lane herausstellte. Am 15. Januar 2016 erschien der erste Trailer zum Film. Der Produzent J. J. Abrams sagte dazu: „Die Idee entstand vor lange Zeit während der Produktion. Wir wollten einen Blutsverwandten zu Cloverfield schaffen. Die Idee entwickelte sich über die Zeit. Wir wollten den Titel so lange wie möglich geheim halten.“
Für die dritte Staffel der britischen Fernsehserie Black Mirror führte er bei der zweiten Episode Erlebnishunger, welche am 21. Oktober 2016 bei Netflix erschien, Regie. 2019 inszenierte er die Pilotepisode von Amazons-Superheldenserie The Boys, die von Eric Kripke, Evan Goldberg und Seth Rogen entwickelt wird.
Am 14. Januar 2019 wurde bekannt gegeben, dass Trachtenberg bei einer Realverfilmung der Computerspielreihe Uncharted Regie führen wird. Am 22. August 2019 wurde jedoch bekannt gegeben, dass er aus dem Projekt ausgestiegen sei.

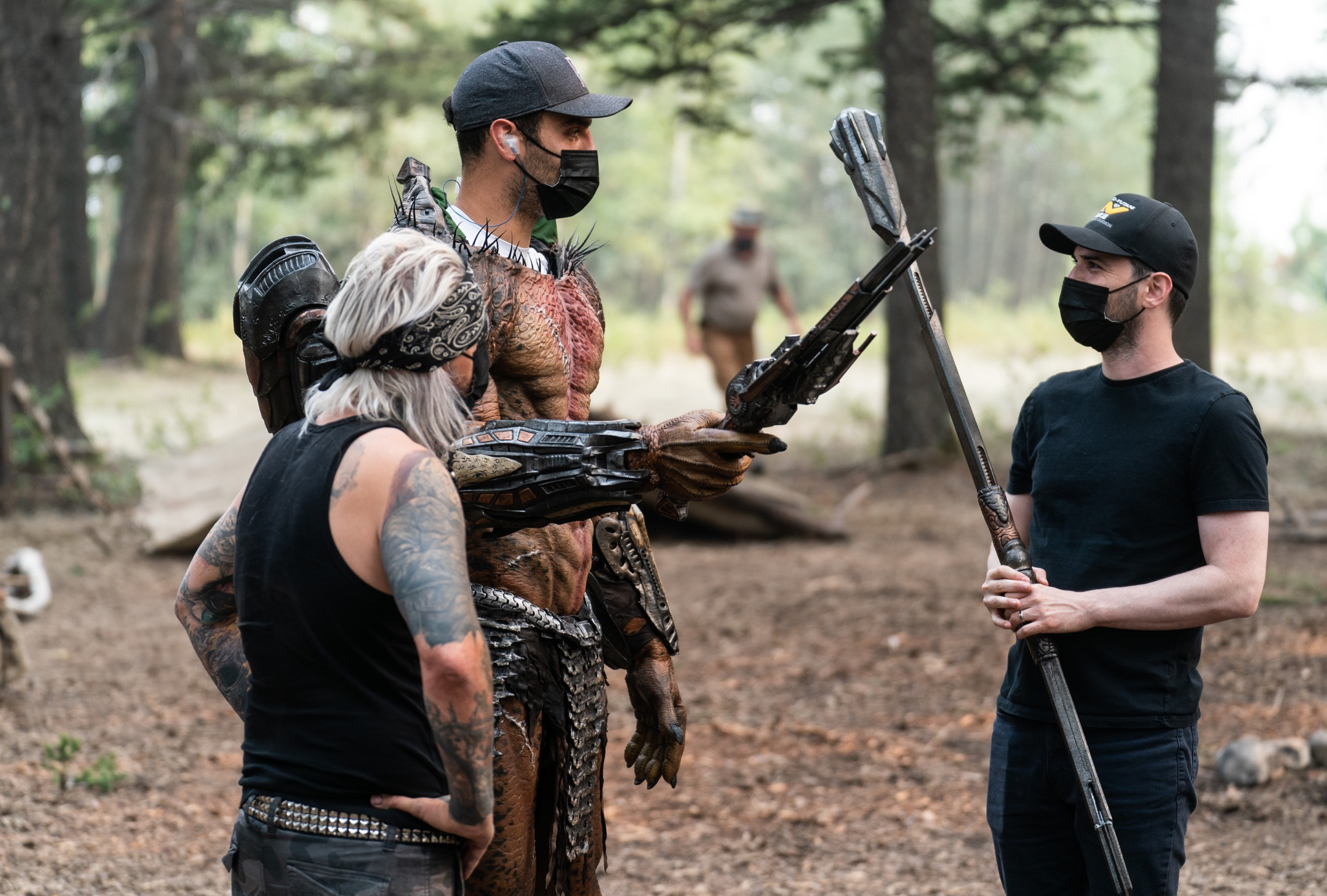
Schauspieler Dane DiLiegro (links) und Dan Trachtenberg (rechts) während der Dreharbeiten zu Prey (2021)

Trachtenberg führte 2022 Regie bei Prey. Der Film gehört zum Predator-Franchise und ist seit August 2022 auf den Streamingplattformen Hulu und Disney+ abrufbar. Bei den Emmy Awards 2023 wurde Trachtenberg für seine Arbeit an dem Film als bester Regisseur und bester Drehbuchautor nominiert. Auch beim für 2025 angekündigten Predator: Badlands übernahm er die Regie. Ebenfalls führte Trachtenberg, gemeinsam mit Joshua Wassung, Regie beim Animationsfilm Predator – Killer of Killers, der Anfang Juni 2025 veröffentlicht wurde.

## Filmografie
- 2003: Kickin’ (Kurzfilm)
- 2011: BlackBoxTV (Fernsehserie, Episode 2x08 More Than You Can Chew)
- 2011: Portal: No Escape (Kurzfilm)
- 2016: 10 Cloverfield Lane
- 2016: Black Mirror (Fernsehserie, Episode 3x02 Erlebnishunger)
- 2019: The Boys (Fernsehserie, Episode 1x01 Aller Anfang ist schwer…)
- 2021: The Lost Symbol (Fernsehserie, Episode 1x01 As Above, So Below)
- 2022: Prey
- 2025: Predator – Killer of Killers (Animationsfilm)

## Auszeichnungen und Nominierungen (Auswahl)
Emmys
- 2023: Nominierung als Beste Regie für eine Miniserie, einen Fernsehfilm oder ein Special für Prey
- 2023: Nominierung als Bestes Drehbuch für eine Miniserie, einen Fernsehfilm oder ein Special für Prey (zusammen mit Patrick Aison)

Directors Guild of America Awards
- 2017: Nominierung für die Herausragende Regieleistung in einem Erstlings-Spielfilm für 10 Cloverfield Lane

Houston Film Critics Society Awards
- 2017: Auszeichnung als Bester neuer Filmemacher für 10 Cloverfield Lane[13]

Webby Awards
- 2008: Nominiert in der Kategorie Video & Variety für The Totally Rad Show (zusammen mit Alex Albrecht und Jeffrey Cannata)[14]
- 2008: Auszeichnung für den Publikumspreis in der Kategorie Video & Variety (zusammen mit Alex Albrecht und Jeffrey Cannata)[14]
- 2009: Nominiert in der Kategorie Video & Variety für The Totally Rad Show (zusammen mit Alex Albrecht und Jeffrey Cannata)[15]